# Crimson Dragon
Crimson Dragon is een rail shooter ontwikkeld door Grounding Inc en uitgegeven in op 7 oktober 2014 door Microsoft Studios voor Xbox One. Tegelijkertijd werd het spel Crimson Dragon: Side Story uitgegeven voor de Windows Phone.
Toen het spel net werd uitgegeven was een Kinect sensor verplicht om het spel te kunnen spelen, later werd het spel echter zo aangepast dat de speler ook alleen een controller kan gebruiken.

## Gameplay
Crimson Dragon is een typische rail shooter, waarbij de speler met zijn draak vastzit aan een onzichtbare "rails" en dus alleen aanvallen kan ontwijken, maar bijvoorbeeld niet kan stil hangen of een andere richting uit te gaan dan waar de baan heen loopt. Het spel bevat een aantal draken waar de speler uit kan kiezen, elk met een eigen rits aan vaardigheden en sterktes en zwaktes. Om een draak te laten levelen kunnen vijanden gedood worden, maar ook voedsel aan hen te geven.
Tijdens de missies moet de speler altijd zoveel mogelijk van de vijanden doden, om naderhand een zo hoog mogelijke beoordeling te behalen. Tussen het doodschieten van vijanden door zitten een aantal andere momenten, waarop de speler bijvoorbeeld bepaalde experience ballen op moet pakken terwijl de draak versnelt vliegt.
Om de missies te vergemakkelijken kan de speler draken van andere spelers "inhuren". Hierbij wordt een bepaald bedrag van ingame geld betaald om te draak voor drie missies mee te laten vechten. Deze draken kunnen die van vrienden, of van vreemden zijn. In multiplayer kunnen in plaats van mensen in te huren, tot drie spelers tegelijk een missie samen doen.